# Čísla v severské mytologii
Čísla jsou v severské mytologii důležitá, přesto nemají až takový význam jako např. v židovské kabale.

## Jedna
Samostatné runy se v dochovaných zdrojích používaly zejména pro amulety a talismany. Byly-li uvedeny v kompletním aettu nebo futharku, měly stejnou hodnotu a moc.

## Dva
Dvojka symbolizuje služebné či podřízené postavení.
- Thórův vozík je řízen dvěma kozly.
- Freyin kočárek táhnou dvě kočky.
- Ódin ve Výrocích Vysokého pověsil své šaty na dvě dřevěné figuríny.
- Dva koně táhnou v Písni o Grímnim Slunce přes nebeskou klenbu a dva koně zase Měsíc.
- Frey a Aegi mají v Písni o Lokim po dvou služebnících.
- Pro Ódina pracují dva vlci, dva havrani a dva sluhové.
- Koza Heidrun dojí ze svých dvou struků medovinu pro všechny bojovníky ve Valhalle.

## Tři
Trojka je prakticky nejdůležitější číslo runové numerologie.
- Tři jsou aetty.
- Yggdrasil má tři kořeny, které vedou do tří studní.
- Tři hlavní norny střeží lidský osud.
- V básni Skírniho cesta vyřezal Skírni tři runy do větve.
- Tři trollí runy jsou nutné k aktivaci celé posloupnosti.
- Gullveig ve Vědmině písni je třikrát spálen a třikrát oživen.
- Tři bohové stvořili první lidi.
- Thór má tři atributy své moci – rukavice, pás a kladivo.
- Thór zvítězil nad Lokim při třetím pokusu, když byl Loki přeměněn v lososa.
- Třikrát se Ódin vyspal s Gunnlöd, aby se zmocnil medoviny básnictví. Bylo mu dovoleno vypít z ní tři hlty.
- Poslední bitva bude probíhat během tří strašlivých zim.
- První krávě Audumle trvalo tři dny, než lízáním zbavila ledu Búriho.
- Snorri Sturluson jmenuje tři druhy trpaslíků a tři druhy norn.
- Loki má s Angrbodou tři děti.
- Vlka Fenriho se podařilo spoutat až třetím řetězem.
- Kdykoliv Hel opouští Helheim, odjíždí na třínohém koni.
- Ve Výrocích Vysokého dostane Loddfáfni radu, aby neříkal tři slova těm, kteří si je nezaslouží.

## Čtyři
Čtyřka znamená neštěstí, smůlu, nepohodu nebo neklid.
- Čtyři velcí jeleni okusují větve Yggdrasilu.
- Čtyři velcí hadi se skrývají pod kořeny Yggdrasilu.
- Čtyři trpaslíci podpírají oblohu.
- Snorri Sturluson hovoří o čtyřech řekách mléka, tekoucích z vemene Audumly.
- Loki prchl na vrchol vysoké hory, kde si postavil dům se čtyřmi dveřmi, aby z něj viděl na čtyři světové strany.
- Gefjun v Okouzlení krále Gylfa použije čtyř volů, aby oklamala bohy.

## Pět
Pětka vyjadřuje obecné uspokojení a úspěch.
- Ódin strávil pět zim po boku Fjolver.
- Útgardský Loki je šťastný, když Thór a jeho družina nedovedou splnit pět úkolů, které pro ně vymyslel.
- Výroky Vysokého říkají, že přátelství po pěti dnech plane jasněji než falešný zájem.

## Šest
Šestka symbolizuje nevítané, někdy i nepřátelské věci.
- Ve Vědmině písni je jmenováno šest valkýr bojujících proti nepřátelům Ódina.
- Řetěz Gleipni, který poutá Fenriho, je vyroben ze šesti kouzelných ingrediencí.
- Podle Výroků Vysokého hyne šestého dne falešné přátelství.

## Sedm
Sedmička může symbolizovat sexuální aktivity.
- V Písni o Hárbardovi Ódin koketuje se sedmi sestrami a pak má se všemi milostný poměr.
- Völund a jeho bratři žijí sedm let šťastně se svými labutími nevěstami.

## Osm
Osmička je číslo úplnosti a dokonalosti. Spolu s trojkou patří mezi nejdůležitější čísla.
- Aett GFP je složen z osmi run.
- Thórův palác Bilskirni má 8×80 pater.
- V Písni o Thrymovi je kladivo Mjöllni ukryto osm mil pod zemí.
- V paláci bohyně Hel slouží osm služebníků.
- Ódinův hřebec Sleipni má osm nohou.
- Bohové stvořivší první lidské bytosti je obdařili osmi moudrostmi a schopnostmi.

## Devět
Devítka spolu s osmičkou je číslem moudrosti a dokonalosti. Nebyla tak používána jako osmička, protože pro runové mistry byla již osmička sama velmi mocným číslem.
- Devět sester porodilo Heimdalla.
- Devět dní jel Hermód do Helheimu.
- V Písni o Hymim Thór rozbije osm kotlů a ukradne devátý.
- Každé deváté noci se z prstenu Draupni urodí osm nových prstenů.
- Vědma ve Vědmině písni tvrdí, že Yggdrasil spojuje devět světů a má devět kořenů.
- Ódin visí na Yggdrasilu devět nocí, aby získal runy.
- Při Ragnaröku ustoupí Thór o devět kroků poté co zasadí smrtelnou ránu Midgardsormovi, pak však zemře na jed, který na něj had vychrlil.